# 14P/Wolf
14P/Wolf ist ein am 17. September 1884 von Max Wolf entdeckter kurzperiodischer Komet.